# Modern Talking
Modern Talking was een Duitse synthpop- en danceband die in de perioden 1984–1987 en 1998–2003 veel internationale hits had en vooral bekend stond om de hoge falsetzang in de refreinen en de typische italodisco-invloeden. Het 'falsetkoor' bestond uit Rolf Köhler, Michael Scholz en Detlef Wiedeke. De zanger was Thomas Anders.
Modern Talking had hits als You're My Heart, You're My Soul, You Can Win If You Want, Cheri Cheri Lady, Brother Louie, Atlantis Is Calling, You Are Not Alone, Sexy Sexy Lover en TV Makes the Superstar.
De groep bestond formeel uit Thomas Anders en Dieter Bohlen. Deze laatste was het brein achter de hits van Modern Talking. Hij speelde op de achtergrond gitaar tijdens de videoclips en tv-optredens van Modern Talking. Ook deed hij alsof hij meezong tijdens het refrein. Bohlen was net voordat Modern Talking ontstond geïnspireerd geraakt door de muziek uit de Italodisco-wereld. Vanwege deze inspiratie werden veel nummers van Modern Talking dan ook geproduceerd in die stijl. Italodisco, een van de eerste volledig elektronische muziekstijlen, was op dat moment een populaire muziekstroming.

## Ontstaan
Bohlen was bezig met het zoeken naar mogelijkheden voor een nieuwe sound. In 1983 werd hij voorgesteld aan de jonge zanger Anders, deze mocht laten horen wat hij in huis had en Bohlen raakte meteen enthousiast.
Vervolgens schreef en componeerde Bohlen voor Anders een paar Duitstalige nummers, die geen grote hit werden. Tijdens een vakantie op Mallorca kwam Bohlen op het idee om een geheel nieuw lied te maken met de titel My Love Is Gone. Hij raakte geïnspireerd door italodiscomuziek. En zijn inspiratie voor zijn nieuwe lied haalde hij uit het nummer Precious Little Diamonds van de band Fox the Fox. In dat nummer werd er in het refrein met hoge falsetstemmen gezongen en dat is ook hetgeen hij nodig had in zijn nieuwe lied. Uiteindelijk heeft hij de tekst aangepast. De titel werd veranderd in You're My Heart, You're My Soul. Hij wilde dat Anders het nummer zong, maar die wilde alleen in het Duits zingen. Onder een pseudoniem "Headliner" zong hij in het Engels, maar hij wilde zijn naam en gezicht niet bij dat lied betrekken. Bohlen huurde een aantal getalenteerde studiomuzikanten in die hem hielpen een aantal nieuwe Duitstalige nummers voor Anders te produceren en het italodiscolied You're My Heart, You're My Soul te produceren. Van die muzikanten waren er vier ook verantwoordelijk voor de achtergrondvocalen en de kenmerkende falsetstemmen in het refrein: Rolf Köhler, Michael Scholz, Detlef Wiedeke en Birger Corleis.
Bohlen besloot om samen met Anders een muzikaal duo te vormen. Anders stemde toe en wilde alsnog mee de schijnwerpers in gaan met het nieuwe lied. Ideeën voor een nieuwe naam voor de band waren onder meer "Dieter & Thomas", "Turbo-Diesel" en "Deja Vu". Deze werden het echter niet, de platenmaatschappij gaf aan naar een andere naam op zoek te gaan en na een brainstormsessie werd het een kruising tussen de toen al bekende "Talk Talk" en "Modern Romance" die net een grote hit had gescoord.

## De bezetting, productie en zang
Modern Talking werd in videoclips en shows gepresenteerd als een duo. Achter de schermen is een heel team verantwoordelijk voor de muziek.

### De bandleden en producers
- Thomas Anders – Leadzanger
- Rolf Köhler – Zanger, koorzang, arrangeur
- Detlef Wiedeke – Koorzang, arrangeur
- Michael Scholz – Koorzang, arrangeur
- Birger Corleis – Koorzang, arrangeur
- Dieter Bohlen – Producer, componist, tekstschrijver
- Luis Rodriguez – Co-producer
- Ralf Stemmann – Arrangeur

### De muziek
De muziek van Modern Talking wordt gekenmerkt door gemakkelijk in het gehoor liggende liedjes met de overduidelijke italodiscobeat, hoge klanken en verschillende melodieën. De muziek van Modern Talking van 1984 tot en met 1987 valt over het algemeen onder synthpop en eurodisco, een stijl die in Duitsland zelf wordt aangeduid als "Disco-fox" (wat ook de naam is van een dansstijl). Disco-fox werd vooral gekenmerkt door een nadruk op de melodie, overproductie en een serieuze benadering voor thema's in de liefde. Voorbeelden hiervan zijn eveneens te vinden in de werken van Fancy, Bad Boys Blue, C.C.Catch, Patty Rian, London Boys, Joy, Lian Ross etc.

### Productiedetails
Bohlen schreef en componeerde de songs van Modern Talking. Hij maakte 'demoliedjes' op cassettebandjes waarop hij de basis van de muziek en zang componeerde. Vervolgens gaf hij de bandjes aan verschillende arrangeurs in de studio die de liedjes professioneel uitwerkten en ook voor hem inzongen. Een belangrijk persoon voor de muziek was de Spaanse Luis Rodríguez. Hij was de geluidstechnicus van Modern Talking samen met collega Ralf Stemmann. Op de oude platen staat ook duidelijk vermeld "co-producer: Luis Rodríguez". Mary Applegate en Geff Harrison waren medeverantwoordelijk voor de songteksten. De koorzangers waren deels ook medeverantwoordelijk voor de arrangementen van de muziek.
Er werden voor elk nieuw album wel tientallen nieuwe liedjes gemaakt, bijvoorbeeld voor het album Let's Talk About Love werden er 70 nieuwe liedjes gemaakt. Maar er werden altijd maar een stuk of tien uitgekozen die er op het nieuwe album moesten komen. Alle overige geproduceerde muziek wilde Bohlen gebruiken voor C.C.Catch, zijn tweede project naast Modern Talking. De stem van Anders werd hier als het ware vervangen door de stem van Caroline Müller en de songteksten werden aangepast. Voor de rest bleef de muziek hetzelfde en ook Rolf, Michael, Detlef en Birger bleven ook in deze liederen meezingen. Ook al waren deze overgebleven 'afgekeurde' liederen van Modern Talking bestemd voor de prullenbak, scoorde C.C. Catch ook met deze nummers aardig hoog. Ze kreeg zelfs de titel "Discoqueen".

### Falsetzang
In een officieel bericht werd bekendgemaakt dat het hoge gezang in de liedjes van Modern Talking in de studio werden ingezongen door vier zangers. Er werd eerst (en nog steeds soms) gedacht dat Bohlen de belangrijkste stem in het refrein was. Maar Bohlen deed alsof hij zong (ook tijdens live-optredens). Bohlen heeft eigenlijk maar op een nummer van het eerste album gezongen: There's Too Much Blue in Missing You. Op dit nummer zingt Bohlen de coupletten, waarbij achtergrondzanger Birger Corleis de hoofdstem in het refrein van Bohlen overneemt. Verder heeft Bohlen alleen op enkele nummers wat tussendoor gefluisterd zoals op Wild Wild Water en Who Will Save the World.
Rolf Köhler was degene die zijn stem aan Bohlen uitleende en was de belangrijkste hoge stem in de refreinen. In het nummer "Let's Talk About Love" was Köhler de leadzanger in het refrein waarbij hij niet met een typisch hoge stem zong. Op dit nummer is te horen hoe zijn stem klinkt aangezien hij hier volledig op de voorgrond zingt (met de andere zangers op de achtergrond).

## Carrière
Modern Talking zou ontdekt zijn door dj's en zou vervolgens in één klap populair zijn geworden. Modern Talking haalde zeer veel bekendheid in Europa, Azië, Zuid-Amerika, verschillende Afrikaanse landen, het Midden-Oosten en in Engeland bereikten ze een hoge notering dankzij het nummer Brother Louie, namelijk de 4de plaats.
In Noord-Amerika had Modern Talking net als vele andere Europese bands geen massale bekendheid. De muziek van Modern Talking werd alleen gedraaid door bekenden/fans van Italodisco/Eurodance en in bepaalde clubs. In Canada bereikte ze plaats #34 met het nummer Brother Louie en werd daar een onehitwonder.
Vanaf 1986 werkten Bohlen en Anders alleen nog maar samen vanwege hun contract waar zij aan vast zaten; de platenmaatschappij wilde namelijk dat er op z'n minst zes albums van Modern Talking moesten komen. Na het zesde album was het contract voorbij. Op de laatste videoclip (In 100 Years) playbackte Bohlen niet meer mee tijdens de hoge stemmen, maar was wel te zien in de clip; ze kwamen niet samen in beeld.

## Pauze voor Modern Talking
Vanaf het moment dat Modern Talking stopte gingen Bohlen en Rolf Köhler verder met een nieuwe band, genaamd Blue System. Deze band heeft geen grote bekendheid genoten in Nederland. Anders gaf vooral veel live-concerten over de gehele wereld en zong tijdens die concerten de hits van Modern Talking geheel live. De overige stemmen tijdens die concerten waren niet live en zijn van de overige zangers van Modern Talking. Nora, de vrouw van Anders, playbackte als achtergrondzangeres tijdens de concerten in de eerste jaren na 1987. Anders had ook af en toe een nieuwe single en nieuw album, maar die waren niet zo succesvol. Anders focuste zich vooral op de oude hits van Modern Talking.

## Comeback
In de latere jaren 90 kregen Bohlen en Anders weer contact met elkaar en bespraken de mogelijkheid om Modern Talking terug te laten keren. Blue System werd stopgezet en er werd een uitzending op tv geregeld om de fans te verrassen met de terugkeer van Modern Talking. Dit leidde vervolgens tot het bekendmaken van een nieuwe cd.
Deze cd bevatte vernieuwde eurodanceversies van hun oude italodiscohits en een enkel nieuw nummer. Deze cd verscheen in 1998 onder de naam Back for Good en werd wereldwijd een groot succes. Het album haalde ook een hoge notering in Nederland.
De albums die na hun eerste comeback-album volgden werden geproduceerd in Eurodance of gewoonweg Europop. Echter de stijl zoals vanouds, dat Anders zijn deel zingt en daarna vervolgens in het refrein de typische hoge stemmen door de koorzangers werden vertolkt, bleef ook in de nieuwe nummers het geval. De albums vanaf Alone werden geen groot succes in Nederland.
In 2001 kwam Bohlen alleen te staan zonder productieteam en zonder studio vanwege het feit dat alle studiomuzikanten en producers stopten met de samenwerking met hem. Hierdoor moest Bohlen noodgedwongen op zoek naar nieuwe producers, arrangeurs en een andere studio. De stijl van de muziek van het nieuwe Modern Talking album in 2001 was ook iets veranderd. Ze scoorden met het album America en met de nieuwe singles heel hoog. En de single Win The Race werd zelfs een van de succesvolste singles na de comeback. De singles die hierna volgden bleven vooral veel lijken op Win the Race en in de twee daaropvolgende albums kwam was er weer veel van hetzelfde bij met uitzondering van enkele nummers die juist heel erg afweken van de muziekstijl van Modern Talking, zoals Juliet, Blackbird, A Summer in December en TV Makes the Superstar.
Op 7 juni 2003 tijdens een concert in Rostock vertelde Bohlen aan de fans dat Modern Talking voorbij was. Dit nieuws was voor iedereen inclusief de Duitse BMG een onverwachte verrassing. Een van de redenen voor Bohlen om te stoppen met Modern Talking was vanwege de druk van de BMG. Bohlen wilde zich ook meer bezighouden met DSDS. De BMG wilde dat Modern Talking op z'n minst nog een jaar bleef voortbestaan vanwege het 20-jarig jubileum van Modern Talking. Maar Bohlen wilde hoe dan ook een abrupt einde maken aan Modern Talking. Dus werden de geplande tours na het optreden in Rostock afgelast. Er kwam alleen nog één afscheidsoptreden. Anders had een andere officiële reden voor de val van Modern Talking; hij wilde aan een soloalbum werken.

Volgens Bohlen, in zijn biografisch boek dat hij in oktober 2003 uitgaf, had Anders onder andere geld gestolen uit de opbrengsten van concerten. Anders daagde Bohlen voor de rechter en won. Hierdoor moesten die teksten geschrapt worden in Bohlens boek.
Na de val van Modern Talking is Blue System weer opgericht met Rolf Köhler, Michael Scholz en Detlef Wiedeke. Wegens omstandigheden is de naam veranderd in Systems in Blue. Dit drietal had overigens ook een rechtszaak gespannen tegen Bohlen. Hun werk voor hem werd niet voldoende vergoed, terwijl zij medeverantwoordelijk waren voor het geluid van Modern Talking en Blue System. Bovendien werden hun namen meestal niet vermeld op de producties. Ook het playbacken van Bohlen op hun stemmen was een onderwerp.
Modern Talking heeft volgens platenmaatschappij BMG meer dan 120 miljoen muziekdragers verkocht. Hiermee zijn de heren een van de succesvolste Duitse bands aller tijden.

## Heden
Bohlen heeft gezegd dat hij Modern Talking nog een keer wilde laten terugkomen, maar Anders wil niet meer meedoen. Uiteindelijk heeft Bohlen bij IFA 2008 in Berlijn laten weten dat Modern Talking nooit meer terugkomt: "Wanneer je samen uit elkaar gaat, dan treed je niet meer samen op" waren zijn woorden.
Bohlen heeft echter wel nog een paar nummers geschreven in Modern Talking-stijl of met kenmerken van Modern Talking. In Bohlens lied Bizarre Bizarre voor het soundtrackalbum van Dieter: Der Film in 2006 gebruikte hij voor het eerst weer hoog zingende Modern Talking-achtige stemmen. Maar die zijn niet ingezongen door de originele stemmen van toen. Deze stemmen waren ingezongen door Billy King en Christoph Leis-Bendorff. En Bohlen gebruikte deze hoge stemmen ook voor de maxi-single van Mark Medlock You Can Get It.
Verder houdt Bohlen zich vooral bezig met de Duitse versie van Idols DSDS, waar hij jurylid is.
Thomas Anders houdt zich anno 2017 nog steeds bezig met de oude hits van Modern Talking die hij tijdens zijn optredens en tournees zingt. Ook heeft hij het album History uitgebracht waarbij de hits van Modern Talking in een nieuw jasje zijn gestoken en opnieuw ingezongen. Thomas heeft ook een nieuw lied geproduceerd met hoge koortjes genaamd Lunatic Girl. De hoge stemmen zijn hier niet ingezongen door de heren van Systems in Blue. Echter hadden de heren wel een eigen versie van het lied geproduceerd met gebruik van de vocalen van Thomas anders aan waardoor het nieuwe Modern Talking nummer lijkt met de originele zangers.
Rolf Köhler was na het produceren van het tweede album van Systems in Blue door een hartinfarct om het leven gekomen. Hierdoor stond de band een tijdje stil. Vanaf omstreeks 2015 zijn Michael Scholz en Detlef Wiedeke weer actief als Systems in Blue, waarbij Michael Scholz de leadvocalen op zich nam.

## Prijzen
- 1985 BRAVO Otto – Beste Groep, Gold Award
- 1985 Formel-Eins-Auszeichnung – Nr.-1-Hit You're My Heart, You're My Soul
- 1985 Formel-Eins-Auszeichnung – Nr.-1-Hit You Can Win If You Want
- 1985 Formel-Eins-Auszeichnung – Nr.-1-Hit Cheri Cheri Lady
- 1985 Goldener Löwe, Beste Groep der jaren
- 1986 BRAVO Otto – Beste Groep, Silver Award
- 1986 Goldener Löwe, Beste Groep der jaren
- 1986 Formel-Eins-Auszeichnung – Nr.-1-Hit Brother Louie
- 1986 Formel-Eins-Auszeichnung – Nr.-1-Hit Atlantis Is Calling
- 1998 VIVA Comet – Lifetime Achievement Award
- 1998 Bambi, Beste Comeback der jaren
- 1998 Goldene Europa, Beste Comeback der jaren
- 1999 Goldene Kamera, Beste Comeback der jaren
- 1999 Echo-Preis, Rock / Pop Single Nationale nominatie
- 1999 Echo-Preis, Gruppe National / Rock-Pop
- 1999 Radio Regenbogen Award, Beste Comeback der jaren
- 1999 World Music Award, World's Best Selling German Group
- 1999 Record-99 Award, Sales Award
- 2000 Amadeus Austrian Music Award, Beste Groep Rock-Pop nominatie
- 2000 Echo-Preis, Gruppe National Rock-Pop Internationale nominatie
- 2001 Echo-Preis, Gruppe National Rock-Pop National nominatie
- 2001 Top of the Pops Award, Top Artist Germany
- 2002 Echo-Preis, Gruppe National Rock-Pop nominatie

## Trivia
- Modern Talking had vijf nummer 1-hits in Duitsland.
- De single You're My Heart You're My Soul heeft in meer dan 35 landen op nummer 1 gestaan.
- De single Cheri Cheri Lady heeft in 11 landen op nummer 1 gestaan.
- In 1988 had Modern Talking wereldwijd al meer dan 85 miljoen platen verkocht.
- Rolf Köhler heeft drie keer deelgenomen aan het Eurovisiesongfestival.
- Tijdens hun comeback in 1998 heeft Modern Talking in de eerste week al 700.000 cd's van hun album Back For Good verkocht in Duitsland.
- Back For Good is de meest succesvolle plaat van Modern Talking met 10 miljoen verkochte cd's over de gehele wereld.
- In 1998 in Boedapest had Modern Talking met 214.000 mensen het grootste concert ooit door MTV Europe.
- De single Brother Louie '98 bereikte de top 5 in de dancecharts van Groot-Brittannië.
- In 2001 kregen zij de prijs van Top Of The Pops als beste Duitse band.
- In 2001 werd Dieter Bohlen producer van Europa.
- In 2010 maakte de Duitse deephousegroep Âme een ludieke cover van Cheri Cheri Lady voor de bruiloft van hun labelgenoot Dixon.

## Discografie

### Albums
| Album met eventuele hitnotering(en) in de Nederlandse Album Top 100 | Datum van verschijnen | Datum van binnenkomst | Hoogste positie | Aantal weken | Opmerkingen |
| ------------------------------------------------------------------- | --------------------- | --------------------- | --------------- | ------------ | ----------- |
| The 1st Album                                                       | 1985                  | 20-4-1985             | 8               | 31           |             |
| Let's Talk About Love                                               | 1985                  | 2-11-1985             | 17              | 9            |             |
| Ready for Romance                                                   | 1986                  | 14-6-1986             | 6               | 18           |             |
| In the Middle of Nowhere                                            | 1986                  | 29-11-1986            | 37              | 10           |             |
| Romantic Warriors                                                   | 1987                  | 20-6-1987             | 24              | 8            |             |
| In the Garden of Venus                                              | 1987                  | -                     | -               | -            |             |
| The Collection                                                      | 1991                  | -                     | -               | -            | Best Of     |
| You Can Win If You Want                                             | 1994                  | -                     | -               | -            | Best Of     |
| Back for Good                                                       | 1998                  | 09-05-1998            | 3               | 28           |             |
| Alone                                                               | 1999                  | 13-03-1999            | 98              | 1            |             |
| Year of the Dragon                                                  | 2000                  | -                     | -               | -            |             |
| You're My Heart, You're My Soul                                     | 2000                  | -                     | -               | -            | Best Of     |
| America                                                             | 2001                  | -                     | -               | -            |             |
| Victory                                                             | 2002                  | -                     | -               | -            |             |
| Romantic Dreams                                                     | 2003                  | -                     | -               | -            | Best Of     |
| Universe                                                            | 2003                  | -                     | -               | -            |             |
| The Final Album                                                     | 2003                  | -                     | -               | -            | Best Of     |
| The Hits                                                            | 2007                  | -                     | -               | -            | Best Of     |
| Remix Album                                                         | 2008                  | -                     | -               | -            | Best Of     |

### Singles
| Single met eventuele hitnotering(en) in de Nederlandse Top 40 | Datum van verschijnen | Datum van binnenkomst | Hoogste positie | Aantal weken | Opmerkingen |
| ------------------------------------------------------------- | --------------------- | --------------------- | --------------- | ------------ | ----------- |
| You're My Heart, You're My Soul                               | 1984                  | 23-2-1985             | 4               | 12           |             |
| You Can Win If You Want                                       | 1985                  | 11-5-1985             | 6               | 13           | Alarmschijf |
| Cheri, Cheri Lady                                             | 1985                  | 14-9-1985             | 10              | 8            | Alarmschijf |
| With A Little Love                                            | 1985                  | -                     | -               | -            |             |
| Brother Louie                                                 | 1986                  | 15-3-1986             | 20              | 6            |             |
| Atlantis Is Calling                                           | 1986                  | 5-7-1986              | 6               | 8            |             |
| Geronimo's Cadillac                                           | 1986                  | 22-11-1986            | 36              | 3            |             |
| Give Me Peace On Earth                                        | 1986                  | -                     |                 |              |             |
| Lonely Tears In Chinatown                                     | 1986                  | -                     | -               | -            |             |
| Jet Airliner                                                  | 1987                  | 11-7-1987             | 36              | 3            |             |
| Don't Worry                                                   | 1987                  | -                     | -               | -            |             |
| In 100 Years                                                  | 1987                  | -                     | -               | -            |             |
| You're My Heart, You're My Soul '98                           | 1998                  | tip                   | -               | -            |             |
| Brother Louie '98                                             | 1998                  | tip                   | -               | -            |             |
| Space Mix '98/We Take The Chance                              | 1999                  | -                     | -               | -            |             |
| You Are Not Alone                                             | 1999                  | -                     | -               | -            |             |
| Sexy Sexy Lover                                               | 1999                  | -                     | -               | -            |             |
| China In Her Eyes                                             | 2000                  | -                     | -               | -            |             |
| Don't Take Away My Heart                                      | 2000                  | -                     | -               | -            |             |
| No Face, No Name, No Number                                   | 2000                  | -                     | -               | -            |             |
| Win The Race                                                  | 2001                  | -                     | -               | -            |             |
| Last Exit To Brooklyn                                         | 2001                  | -                     | -               | -            |             |
| Witchqueen Of Eldorado                                        | 2001                  | -                     | -               | -            |             |
| There's Something In The Air                                  | 2001                  | -                     | -               | -            |             |
| Ready For The Victory                                         | 2002                  | -                     | -               | -            |             |
| Juliet                                                        | 2002                  | -                     | -               | -            |             |
| TV Makes The Superstar                                        | 2003                  | -                     | -               | -            |             |
| I'm No Rockefeller                                            | 2003                  | -                     | -               | -            |             |

### NPO Radio 2 Top 2000
| Nummer met noteringen in de NPO Radio 2 Top 2000 | '99  | '00  | '01  | '02  | '03  | '04  | '05 | '06  |
| ------------------------------------------------ | ---- | ---- | ---- | ---- | ---- | ---- | --- | ---- |
| You're My Heart, You're My Soul                  | 1177 | 1478 | 1576 | 1790 | 1692 | 1860 | -   | 1851 |

1. ↑  Een '-' betekent dat het nummer niet was genoteerd en een vetgedrukt getal geeft de hoogste notering aan.
2. ↑  Deze tabel is bijgewerkt tot en met de laatste editie (2024).

## Videografie
- 1986 Modern Talking The Video VHS
- 2003 The Ultimate DVD

## Fan-cd's
- Official Modern Talking Fanclub CD 1999
- Official Thomas Anders Fanclub CD 2000
- Official Thomas Anders Fanclub CD 2001